# Stadtradeln

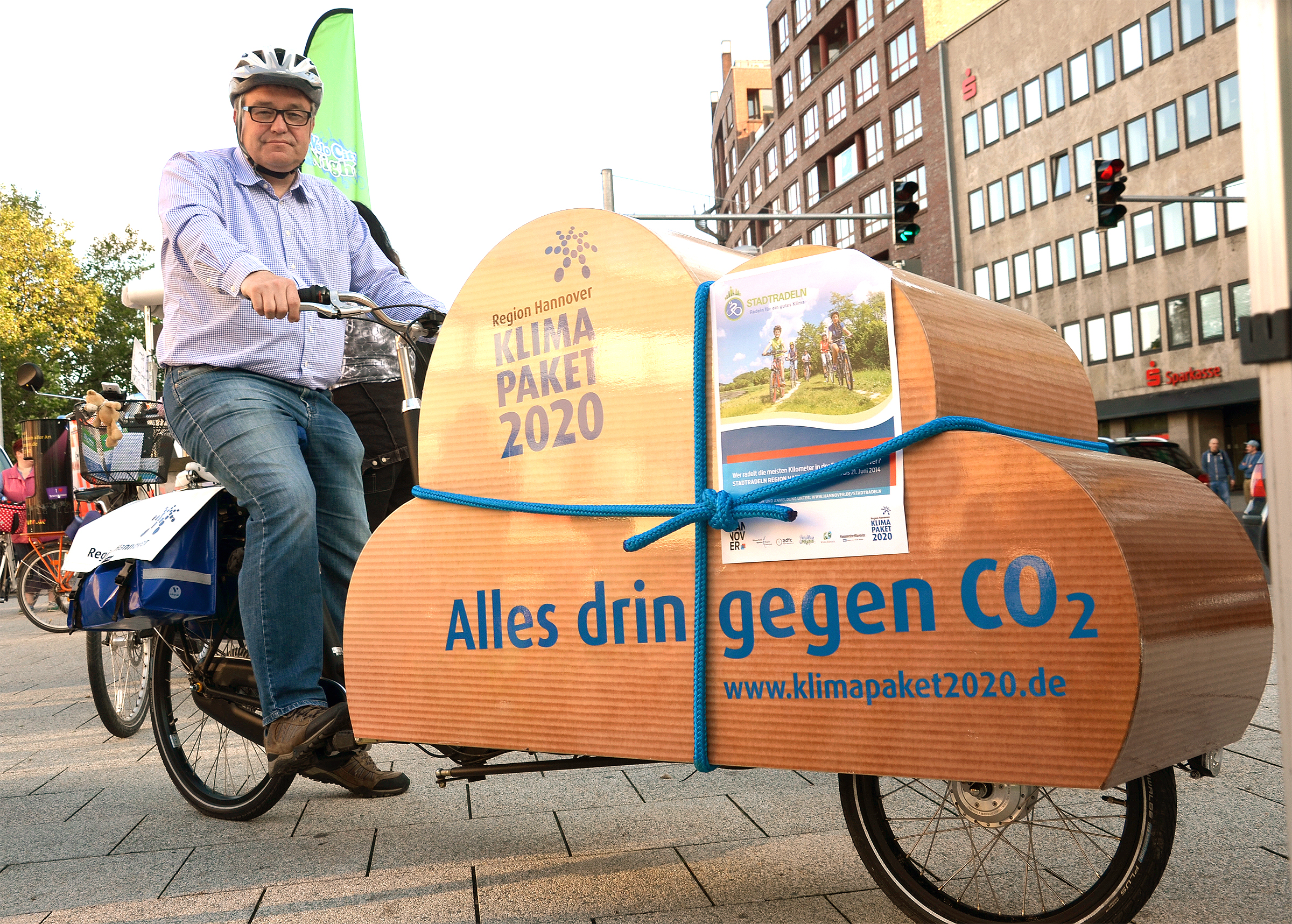
Regionspräsident Hauke Jagau fuhr 2014 für das Klima-Paket 2020 bis nach Hemmingen unter dem Motto „Alles drin gegen CO_{2}“

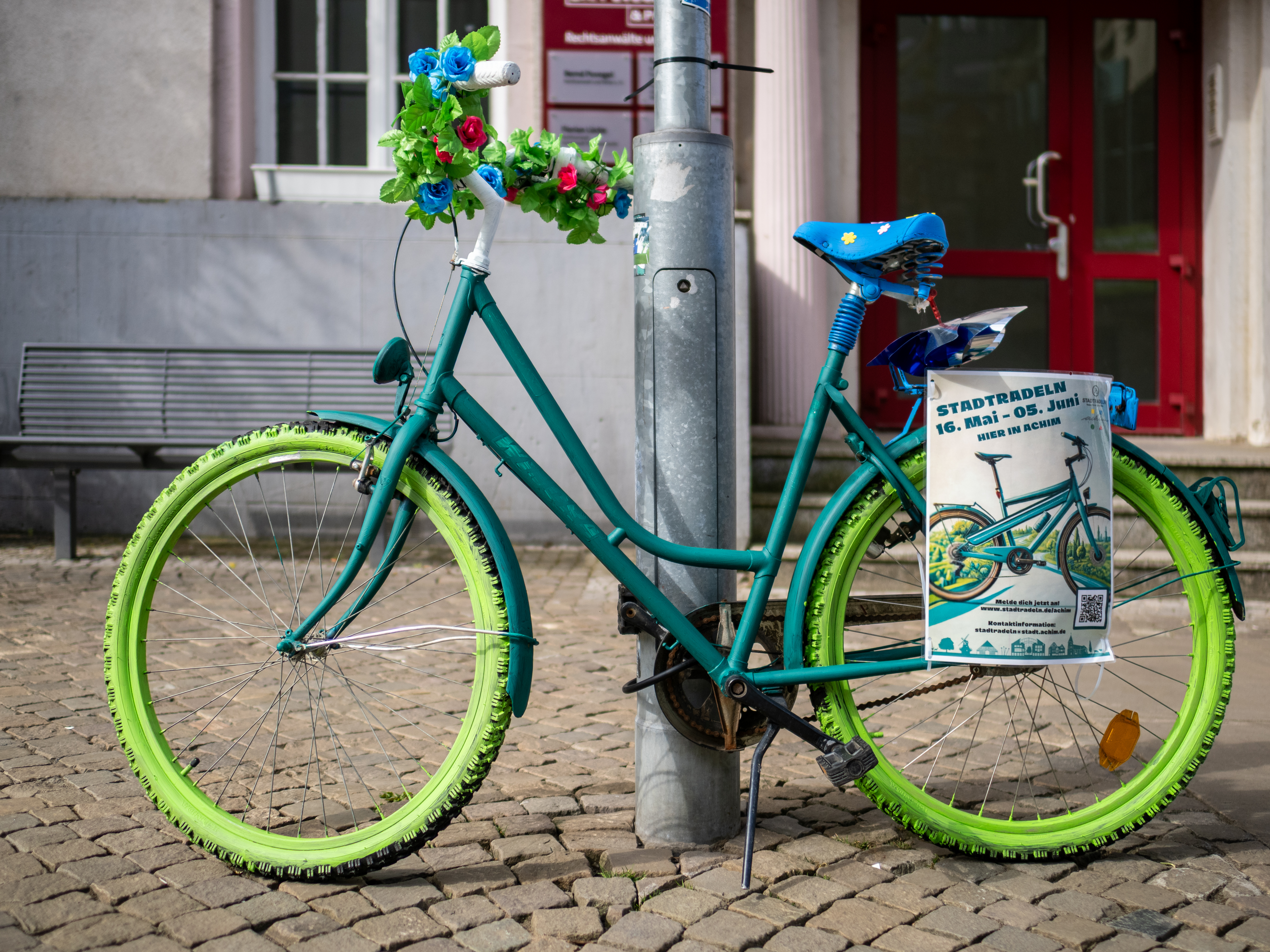
Kampagne 2025 in Achim (Landkreis Verden)

Stadtradeln (Eigenschreibweise in Großbuchstaben; Untertitel: Radeln für ein gutes Klima) ist eine Kampagne des Netzwerks Klima-Bündnis. Ziel ist es, in einem vorgegebenen Zeitraum als Gruppe oder Einzelner möglichst viele Kilometer mit dem Fahrrad zurückzulegen, um die individuellen und kommunalen CO2-Emissionen zu senken.
An dem Wettbewerb können Städte, Gemeinden, Landkreise und Regionen und ihre Einwohner in ganz Deutschland teilnehmen. Der Wettbewerbszeitraum beträgt 21 aufeinanderfolgende Tage, die jeweils zwischen dem 1. Mai und 30. September liegen müssen (2020 wurde aufgrund der COVID-19-Pandemie der Zeitraum bis Ende Oktober verlängert). Innerhalb dieser Zeitspanne verbinden einige Städte diese Kampagne mit der Europäischen Mobilitätswoche oder dem traditionellen Aktionstag Mobil ohne Auto.
Neben dem Klimaschutz soll – zunächst der lokale – Radverkehr mit Aktionen gefördert werden, „bei denen den Kommunen eine bewährte, leicht umzusetzende Maßnahme zur Verfügung [steht], um mit verhältnismäßig geringem Aufwand und Mitteln im wichtigen Bereich Kommunikation/Öffentlichkeitsarbeit für nachhaltige Mobilität aktiv(-er) zu werden“.
2021 fand der Wettbewerb zum 14. Mal statt. 2020 beteiligten sich mehr als 1400 Kommunen aus ganz Deutschland mit zusammen rund 550.000 Teilnehmenden. 2017 wurde erstmals auch für Kommunen außerhalb Deutschlands die Teilnahme am Wettbewerb möglich. Auch 2024 fand das Stadtradeln wieder statt.

## Hintergrund
Das Klimabündnis ist ein 1990 gegründeter eingetragener Verein von Kommunen mit der Zielsetzung, das Klima zu schützen. Im März 2019 waren 1734 Kommunen aus 26 Ländern Mitglied, davon 505 aus Deutschland. Das Klimabündnis strebt eine Minderung des motorisierten Verkehrs sowie eine klimaverträgliche Mobilität an. Mit der Kampagne Stadtradeln, die zum ersten Mal 2008 stattfand und seitdem jährlich ausgetragen wird, werden Kommunalpolitiker und Bürger angesprochen, in ihren Kommunen auf das Fahrrad umzusteigen. Dabei stellt das Klimabündnis den teilnehmenden Gemeinden und ihren Einwohnern Infrastruktur für den Wettbewerb (z. B. Internetseite, App u. a.) zur Verfügung.

## Teilnahmegebühren
Für Teams und Radelnde in den Kommunen ist die Teilnahme grundsätzlich kostenfrei.
Für Kommunen (Städte, Gemeinden, Landkreise/Regionen) sind die Teilnahmegebühren nach Einwohnerzahl gestaffelt. Für Kommunen, die Klima-Bündnis-Mitglieder sind, sind die Gebühren niedriger als für Nicht-Mitglieder. Für eine Kommune mit Einwohnerzahlen von 100.000 bis 499.999 sind beispielsweise im Jahr 2022 2.150 € bzw. 2.865 € zu entrichten.
Mit den Gebühren werden folgende Leistungen gewährleistet: Zurverfügungstellung und Pflege der gesamten IT-Infrastruktur, wie Unterseiten der Kommunen, Login-Bereich für Radelnde samt Ergebnisübersichten, STADTRADELN-App, Meldeplattform RADar!, Betreuung der Kommunen, Radelnden und STADTRADELN-Stars, Erstellung und Bereitstellung von (Werbe)Materialien, Organisation von Auftakt- und Abschlussveranstaltungen, Preisen und Pressearbeit.

## Sonderwettbewerbe

### Schulradeln
Als Ergänzung zu den Wettbewerben mit regionalem Charakter wurde in Hessen 2014 das Schulradeln ins Leben gerufen, in dem sich Schülerteams miteinander messen können.

### Stadtradelstar
Eine besondere Rolle kommt den Stadtradelstars zu, die je Kommune ernannt werden. Sie verzichten während der dreiwöchigen Radelphase völlig auf ihr Auto. Dies wird publikumswirksam mit dem symbolischen „Einmotten“ und „Ausmotten“ dazu genutzt, mehr Menschen auf das Stadtradeln aufmerksam zu machen und zur Teilnahme zu motivieren. So wurde beispielsweise in Mörfelden-Walldorf intensiv von der Presse berichtet. Für die Stadtradelstars wurde ein bundesweiter Sonderwettbewerb eingerichtet.

## Auszeichnungen
- Sustainable Energy Europe Award 2011[8][16]
- National Energy Globe Award 2015[17]